# حنكة جعد (مدينة البيضاء)
حارة حنكة جعد هي إحدى حارات مدينة مدينة البيضاء أحد مدن محافظة البيضاء، بلغ تعداد سكانها 417 نسمة حسب تعداد اليمن لعام 2004.